# Філіпп Гер'є
Жан-Жак Луї Філіпп Гер'є (19 грудня 1757 — 15 квітня 1845) — генерал гаїтянської армії, президент Гаїті у 1844–1845 роках. Помер під час перебування на посаді.

## Життєпис
Гер'є командував «Південною чорною армією» під час Гаїтянської революції. Після здобуття незалежності залишив військову службу та став землевласником. Король Анрі I надав йому титул герцога ль'Аванса.
1844 року серед селян спалахнуло повстання. Головною метою повстанців було усунення від влади мулатів й повернути до керівництва країною корінних жителів. Цієї мети було досягнуто, коли у травні того ж року від влади було усунуто президента Ерара ді Рив'єра. Замість нього країну очолив темношкірий генерал Філіп Гер'є, який склав присягу 3 травня 1844 року. Гер'є перебував на посаді 11 місяців до самої своєї смерті 15 квітня 1845 року.